# Радзиц (герб)
Радзиц (пол. Radzic, Radzicz) — польский дворянский герб.

## Описание
В красном поле морской якорь на двух лапах. Стержень его обращён кверху и по бокам его две звезды. Герб этот, по мнению польских геральдиков, перенесен в Польшу из Германии в начале XIV века и, как показывает его фигура, был пожалован лицу, отличившемуся в морской битве.